# 칸 확대
범주론에서 칸 확대(Kan擴大, 영어: Kan extension)는 어떤 함자의 정의역을 다른 정의역으로 바꾸는 "최적의" 방법이다. 왼쪽 칸 확대와 오른쪽 칸 확대 두 가지가 있다.

## 정의

### 대역적 칸 확대
범주 {\displaystyle {\mathcal {C}}}, {\displaystyle {\mathcal {C}}'} 및 함자
{\displaystyle F\colon {\mathcal {C}}\to {\mathcal {C}}'}
가 주어졌다고 하자. 그렇다면, {\displaystyle F}와의 합성은 임의의 범주 {\displaystyle {\mathcal {D}}}에 대하여,  두 함자 범주 사이의 함자
{\displaystyle F^{*}\colon [{\mathcal {C}}',{\mathcal {D}}]\to [{\mathcal {C}},{\mathcal {D}}]}
{\displaystyle F^{*}\colon X\mapsto X\circ F}
를 정의한다. 만약 {\displaystyle F^{*}}가 왼쪽 수반 함자
{\displaystyle F_{!}\dashv F^{*}}
를 갖는다면, 임의의 함자 {\displaystyle X\colon {\mathcal {C}}\to {\mathcal {D}}}에 대하여 함자 {\displaystyle F_{!}(X)\colon {\mathcal {C}}'\to {\mathcal {D}}}를 {\displaystyle X}의 {\displaystyle F}에 대한 왼쪽 칸 확대(영어: left Kan extension)라고 한다. 왼쪽 칸 확대는 {\displaystyle \operatorname {Lan} _{F}X}로 표기하기도 한다. 수반 함자의 정의에 따라, 임의의 다른 함자 {\displaystyle Y\colon {\mathcal {C}}'\to {\mathcal {D}}}에 대하여 자연 동형
{\displaystyle \hom _{[{\mathcal {C}},{\mathcal {D}}]}(X,F^{*}Y)\cong \hom _{[{\mathcal {C}}',{\mathcal {D}}]}(\operatorname {Lan} _{F}X,Y)}
이 존재한다.
마찬가지로, 만약 {\displaystyle F^{*}}가 오른쪽 수반 함자
{\displaystyle F^{*}\dashv F_{*}}
를 갖는다면, 임의의 함자 {\displaystyle X\colon {\mathcal {C}}\to {\mathcal {D}}}에 대하여 함자 {\displaystyle F_{*}(X)\colon {\mathcal {C}}'\to {\mathcal {D}}}를 {\displaystyle X}의 {\displaystyle F}에 대한 오른쪽 칸 확대(영어: right Kan extension)라고 한다. 오른쪽 칸 확대는 {\displaystyle \operatorname {Ran} _{F}X}로 표기하기도 한다. 수반 함자의 정의에 따라, 임의의 다른 함자 {\displaystyle Y\colon {\mathcal {C}}'\to {\mathcal {D}}}에 대하여 자연 동형
{\displaystyle \hom _{[{\mathcal {C}},{\mathcal {D}}]}(F^{*}Y,X)\cong \hom _{[{\mathcal {C}}',{\mathcal {D}}]}(Y,\operatorname {Ran} _{F}X)}
이 존재한다.

### 국소 칸 확대
위에서 정의된 함자 {\displaystyle \operatorname {Lan} _{F}} 및 {\displaystyle \operatorname {Ran} _{F}}가 일반적으로 존재하지 않더라도, 특별한 함자 {\displaystyle X}에 대하여 {\displaystyle \operatorname {Lan} _{F}X} 또는 {\displaystyle \operatorname {Ran} _{F}X}가 존재할 수 있다.
이러한 국소 칸 확대(영어: local Kan extension)의 정의는 대역적 칸 확대의 정의를 국소화한 것이다. 즉, {\displaystyle X}의 {\displaystyle F}에 대한 (국소) 왼쪽 칸 확대는 함자
{\displaystyle \operatorname {Lan} _{F}X\colon {\mathcal {C}}'\to {\mathcal {D}}}
및 자연 동형
{\displaystyle \hom _{[{\mathcal {C}},{\mathcal {D}}]}(X,F^{*}(-))\cong \hom _{[{\mathcal {C}}',{\mathcal {D}}]}(\operatorname {Lan} _{F}X,-)}
으로 구성된다. 마찬가지로, {\displaystyle X}의 {\displaystyle F}에 대한 (국소) 오른쪽 칸 확대는 함자
{\displaystyle \operatorname {Ran} _{F}X\colon {\mathcal {C}}'\to {\mathcal {D}}}
및 자연 동형
{\displaystyle \hom _{[{\mathcal {C}},{\mathcal {D}}]}(F^{*}Y,X)\cong \hom _{[{\mathcal {C}}',{\mathcal {D}}]}(Y,\operatorname {Ran} _{F}X)}
으로 구성된다.

## 예

### 극한
{\displaystyle 1}이 하나의 대상 및 그 항등 사상만을 갖는 범주라고 하자. 그렇다면, 임의의 함자 {\displaystyle X\colon {\mathcal {C}}\to {\mathcal {D}}}에 대하여, {\displaystyle X}의 {\displaystyle {\mathcal {C}}\to 1}에 대한 오른쪽 칸 확대는 {\displaystyle X}의 극한이며, 왼쪽 칸 확대는 {\displaystyle X}의 쌍대극한이다.

### 수반 함자
함자 {\displaystyle F\colon {\mathcal {C}}\to {\mathcal {D}}}의  왼쪽 수반 함자는 (만약 이러한 칸 확대가 존재한다면) 항등 함자 {\displaystyle \operatorname {Id} _{\mathcal {C}}}의 {\displaystyle F}에 대한 오른쪽 칸 확대 {\displaystyle F_{*}\operatorname {Id} _{\mathcal {C}}\colon {\mathcal {D}}\to {\mathcal {C}}}와 같다.
{\displaystyle F_{*}\operatorname {Id} _{\mathcal {C}}\dashv F}
함자 {\displaystyle F\colon {\mathcal {C}}\to {\mathcal {D}}}의  오른쪽 수반 함자는 (만약 이러한 칸 확대가 존재한다면) 항등 함자 {\displaystyle \operatorname {Id} _{\mathcal {D}}}의 {\displaystyle F}에 대한 왼쪽 칸 확대 {\displaystyle F_{!}\operatorname {Id} _{\mathcal {D}}\colon {\mathcal {D}}\to {\mathcal {C}}}와 같다.
{\displaystyle F\dashv F_{!}\operatorname {Id} _{\mathcal {D}}}

## 역사
다니얼 칸이 1960년에 도입하였다. 손더스 매클레인은 칸 확대의 중요성에 대하여 다음과 같이 적었다.
| “ | 모든 개념은 칸 확대이다. […] 칸 확대의 개념은 범주론의 다른 모든 근본적인 개념을 포함한다. All concepts are Kan extensions. […] The notion of Kan extensions subsumes all the other fundamental concepts of category theory. | ” |
|   | — 손더스 매클레인 |   |